# Championnat d'Ouzbékistan de football 2014
Navigation
Saison précédente Saison suivante
La saison 2014 du Championnat d'Ouzbékistan de football est la vingt-deuxième édition de la première division en Ouzbékistan, organisée sous forme de poule unique, l'Oliy Liga, où toutes les équipes se rencontrent deux fois au cours de la saison. En fin de saison, du fait du passage du championnat de 14 à 16 clubs, aucune équipes n'est reléguée et les deux meilleurs clubs de Birinchi Liga sont promus.
C'est le Pakhtakor Tachkent qui remporte le titre après avoir terminé invaincu en tête du classement final, avec huit points d'avance sur le Lokomotiv Tachkent et dix-neuf sur Nasaf Qarshi. C'est le dixième titre de champion d'Ouzbékistan de l'histoire du club.

## Qualifications continentales
Quatre places en Ligue des champions de l'AFC sont attribuées en fin de saison : les trois premiers se qualifient pour la phase de groupes de la compétition, le quatrième obtient son billet pour les barrages de cette même compétition.

## Clubs participants
- Pakhtakor Tachkent
- Neftchi Ferghana
- FK Bunyodkor
- Navbahor Namangan
- FK Bukhara
- Mash'al Mubarek - Promu de Birinchi Liga
- PFK Andijan - Promu de Birinchi Liga
- FK Kyzylkum Zarafshan
- FK AGMK
- Lokomotiv Tachkent
- PFK Dinamo Samarqand
- Nasaf Qarshi
- Metallurg Bekabad
- Sogdiana Jizzakh

## Compétition
Le barème de points servant à établir le classement se décompose ainsi :
- Victoire : 3 points
- Match nul : 1 point
- Défaite : 0 point

### Classement
| Rang | Équipe               | Pts | J  | G  | N | P  | Bp | Bc | Diff |
| ---- | -------------------- | --- | -- | -- | - | -- | -- | -- | ---- |
| 1    | Pakhtakor Tachkent   | 72  | 26 | 23 | 3 | 0  | 54 | 15 | +39  |
| 2    | Lokomotiv TachkentC  | 64  | 26 | 20 | 4 | 2  | 58 | 21 | +37  |
| 3    | Nasaf Qarshi         | 55  | 26 | 16 | 7 | 3  | 45 | 21 | +24  |
| 4    | FK BunyodkorT        | 51  | 26 | 15 | 6 | 5  | 44 | 20 | +24  |
| 5    | Mash'al MubarekP     | 36  | 26 | 10 | 6 | 10 | 37 | 42 | -5   |
| 6    | FK AGMK              | 31  | 26 | 8  | 7 | 11 | 33 | 38 | -5   |
| 7    | Navbahor Namangan    | 30  | 26 | 9  | 3 | 15 | 38 | 40 | -2   |
| 8    | Neftchi Ferghana     | 28  | 26 | 7  | 7 | 13 | 19 | 26 | -7   |
| 9    | Metallurg Bekabad    | 28  | 26 | 8  | 4 | 15 | 44 | 54 | -10  |
| 10   | PFK Dinamo Samarqand | 28  | 26 | 8  | 4 | 15 | 25 | 39 | -14  |
| 11   | Qizilqum Zarafshon   | 27  | 26 | 7  | 6 | 14 | 23 | 34 | -11  |
| 12   | FK Bukhara           | 25  | 26 | 6  | 7 | 14 | 22 | 42 | -20  |
| 13   | Sogdiana Jizzakh     | 24  | 26 | 7  | 3 | 16 | 32 | 49 | -17  |
| 14   | PFK AndijanP         | 13  | 26 | 3  | 3 | 20 | 18 | 50 | -32  |

|  | Qualification pour la Ligue des champions de l'AFC 2015                                |
|  | Qualification pour le tour préliminaire de la Ligue des champions de l'AFC 2015        |
|  | T : Tenant du titre C : Vainqueur de la Coupe d'Ouzbékistan P : Promu de Birinchi Liga |

## Bilan de la saison
| Championnat d'Ouzbékistan de football 2014            |                                |
| Champion                                              | Pakhtakor Tachkent (10e titre) |
| Coupes et trophées                                    |                                |
| Vainqueur de la Coupe d'Ouzbékistan 2014              | Lokomotiv Tachkent             |
| Qualifications continentales                          |                                |
| Ligue des champions de l'AFC 2015                     | Pakhtakor Tachkent             |
| Ligue des champions de l'AFC 2015                     | Lokomotiv Tachkent             |
| Ligue des champions de l'AFC 2015                     | Nasaf Qarshi                   |
| Ligue des champions de l'AFC 2015 (tour préliminaire) | FK Bunyodkor                   |
| Promotions et relégations                             |                                |
| Promus en Oliy Liga                                   | Kokand 1912                    |
| Promus en Oliy Liga                                   | PFK Shurtan Guzar              |
| Relégués en Birinchi Liga                             | Aucun                          |